# Un gars, une fille (série télévisée, 1999)
Cet article concerne l'adaptation française. Pour la version originale québécoise, voir Un gars, une fille.

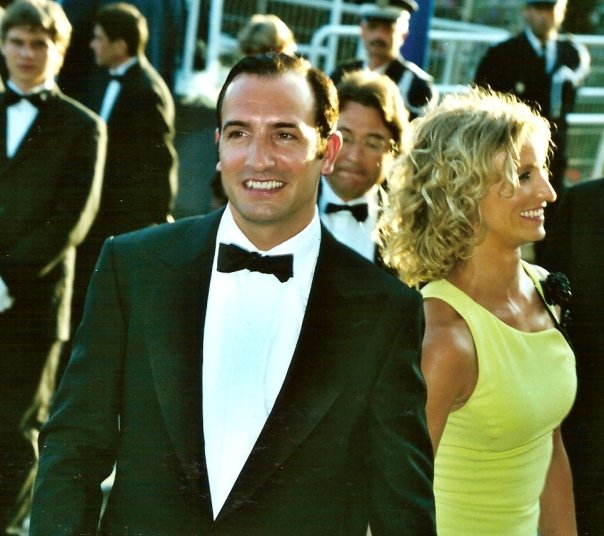
Jean Dujardin et Alexandra Lamy

Un gars, une fille est une série télévisée française de 438 épisodes de six minutes environ, diffusée entre le 11 octobre 1999 et le 16 octobre 2003 sur France 2, avec dans les rôles principaux Alexandra Lamy et Jean Dujardin. La série est l'adaptation par Isabelle Camus et Hélène Jacques de la comédie de situation éponyme québécoise de 1997 créée par Guy A. Lepage.
La série raconte de manière humoristique la vie quotidienne d'un couple : Jean (surnommé « Loulou ») et Alexandra (surnommée « Chouchou »), dite « Alex ». Des situations des plus banales (à la maison, au salon, dans la cuisine, au téléphone, au lit, au supermarché, au restaurant, en extérieur, avec les amis, avec la belle-mère, etc.) aux plus exceptionnelles (perdus sur une île déserte ou dans le Vercors, en voyage à Hong Kong, à Marrakech, aux Seychelles), voire au cours de la séparation ou du mariage des deux personnages.

## Déroulement
Chaque épisode est une suite de sketchs sur un thème particulier, indépendants des autres épisodes de la série même si parfois des rappels à d'anciennes histoires sont évoqués.
Chaque sketch est filmé d'un seul point de vue, sans mouvement de caméra, sauf dans quelques rares exceptions lorsque cela s'avère nécessaire à la constitution du gag lui-même. Le cadrage des scènes laisse le plus souvent visibles les seuls visages des deux personnages principaux (Jean et Alex), les autres personnages étant montrés par quelques mouvements de mains et par leurs voix off. Les invités vedettes – voir distribution, invités – dérogent cependant à cette règle.
Les réflexions comiques des personnages sont ponctuées de notes de musique pour accentuer les dialogues, et les transitions entre les sketchs se font au moyen de virgules musicales qui rappellent le générique de la série.

## Distribution

### Personnages principaux

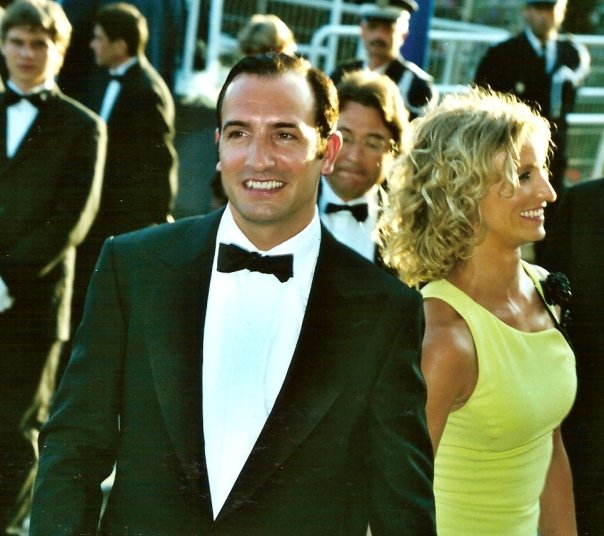
Les interprètes principaux de la série, Jean Dujardin et Alexandra Lamy, au festival de Cannes 2005.

- Jean Dujardin : Jean / Loulou
- Alexandra Lamy : Alexandra, dite « Alex » / Chouchou
- Arsène Mosca : Jean-Michel / Jean-Mi (à partir de la saison 4)
- Karine Belly : Isabelle / Isa
- Dany Sénéchal : Jeannette
- Antoine Stip : Roger
- Xavier Morino : Daniel (premiers épisodes)
- Jean Dell : Daniel (premiers épisodes)
- Alain Bouzigues : Daniel / le chauffeur de taxi
- Valérie Kling : la mère d'Alex (saison 1 jusqu'à l'épisode « La séparation (7) » de la saison 5)
- Rosine Favey : la mère d'Alex (derniers épisodes)

### Personnages récurrents
- Gilles Brissac : Raymond, le père de Jean
- Patrice Melennec : Raymond, le père de Jean (épisode « Chez le père de Jean »)
- Frédérique Bel : Mélanie, la compagne de Raymond
- Olivier Minne : un des amis de Jean
- Éric Blanc : Didier (saison 2)
- Bruno Henry : Didier (saison 3)
- Gwendoline Hamon : Suzanne (saison 2)
- Isabelle Alexis : Suzanne (saison 3)
- Armelle Lesniak : Ghislaine, la femme de ménage ; l'hôtesse de caisse (épisode « Au supermarché ») ; la vendeuse de produits de beauté (épisodes « Séquence beauté » et « Soirée entre copines ») ; la vendeuse (épisodes « À la librairie » et « Au vidéo-club »)
- Christian Briand : Enzo Gallo, le compagnon d'Isabelle (épisodes « Chez Isabelle (1) » et « Chez Isabelle (2) »). Clin d'oeil : Enzo Gallo est le véritable nom d'un des directeurs de production de la série.
- Pierre-François Brodin : Pierre-Cyril, un employé de la société de jean

### Voix additionnelles
Mathieu Madénian, Arsène Mosca, Armelle Lesniak, Frédéric Lerner, Yamin Dib, Francis Duquet (Le comptable). Vanessa Aiffe, Fabien Duval, Cédric Godin et Christian Briand jouent des rôles divers.

### Invités
Quelques célébrités font des apparitions dans certains épisodes de la série :
- Sébastien Lorca et Sonia Lacen, dans le rôle de joggeurs (épisode « Font du jogging »)
- Plastic Bertrand, dans son propre rôle (épisode « Dans un magasin de disques »)
- Adriana Karembeu, dans son propre rôle (épisode « Cours de secourisme »)
- Djamel Bouras et Céline Lebrun, dans leur propre rôle (épisode « Au judo »)
- Les danseuses du Moulin Rouge, dans leur propre rôle (épisode « Anniversaire de Jean »)
- Julien Lepers, dans le rôle d'un examinateur (épisode « Jean repasse le permis »)
- Nelson Monfort, dans son propre rôle (épisode « Au marathon »)
- Michel Drucker, dans son propre rôle (épisode « Font de l'hélico »)
- Jean-Pierre Coffe, dans le rôle d'un chauffeur de taxi (épisode « En taxi »)
- Laurent Romejko, dans son propre rôle (épisode « Aux toilettes »)
- Peter et Sloane, dans le rôle de passants (épisode « La séparation (3) »)
- Patrice Drevet, dans le rôle du petit ami de Jean (épisode « La réconciliation »)
- Frédéric Lerner, dans son propre rôle (épisode « À un concert »)

Il arrive aussi que certains acteurs apparaissent brièvement dans des rôles spécifiques, mais sans qu'on les voie à l'écran :
- Julien Lambroschini : le professeur d'anglais (épisode « Cours de langues (1) »)
- Ignace Rodriguez : le professeur d'espagnol (épisode « Cours de langues (2) »)
- Audrey Lamy : la femme du patron d'Alexandra (épisode « Reçoivent le patron d'Alex »)

D'autres invités sont apparus le temps d'un sketch en duo :
- Michèle Bernier et Tom Novembre
- Kad Merad et Olivier Baroux
- Elie Semoun et Franck Dubosc
- Karl Zéro et Daisy d'Errata
- Claire Keim et Frédéric Diefenthal
- Amanda Lear et Patrick Bosso
- Doc Gynéco et Daniela Lumbroso
- Caroline Barclay et Patrick Fiori
- Nathalie Pirès et Robert Pirès
- Nathalie Simon et Alexandre Debanne
- Maïwenn et Nagui
- Cendrine Dominguez et Thierry Beccaro
- Olivia Candeloro et Philippe Candeloro
- Lynda Lacoste et Dave
- Astrid Veillon et Olivier Minne
- Axelle Laffont et K'Mel

## Principaux auteurs
- Karine Angeli
- Fred Scotlande
- Sylvie Bouchard
- Isballe Bottier
- Jérôme L'Hotsky
- Stéphane Fauchet
- Virginie Platel
- Benoit Saurat
- Marie-Frédérique Laberge-Milot
- Martin Perizzolo
- Marc Robitaille
- Pierre Meunier
- Pascal Serieis
- Stéphanie Vasseur
- Christian Tetreault
- Xavier Daugreilh
- Line Arsenault
- Jean-François Mercier
- Sylvain Moraillon
- Sophie Kerbellec

Jean Dujardin et Alexandra Lamy ont également contribué à l'écriture de quelques sketchs, sans compter les évidentes adaptations qu'ils ont apportées avec Isabelle Camus

## Épisodes
La série comporte 438 épisodes repartis en 5 saisons.

## Personnages

### Personnages principaux

#### Jean
Né un 15 mars, Jean (Jean Patrice Martin, prénoms au complet) est un homme jeune à l’allure décontractée, macho et dragueur, mauvais perdant, râleur et bagarreur, casanier, égoïste et radin. Souvent lâche et hypocrite, il est parfois orgueilleux, prétentieux et susceptible. Il s'énerve aussi parfois pour un rien, et est souvent désobligeant envers Alexandra, la moquant dans ses exigences et ses manies. Par ailleurs, il déteste autant sa belle-mère qu'effectuer les tâches ménagères. Mais, malgré tous ses défauts, il est drôle, attachant et tendre avec Alexandra, bien que trop jaloux de temps à autre. Dans plusieurs épisodes, il singera les mimiques de l'acteur Robert De Niro pour montrer sa puissance, du moins celle qu'il croit posséder.
La seule chose que l'on sait de lui concernant ses études est qu'il a eu 14/20 au bac en anglais (en trichant) et 17/20 en espagnol (sans tricher), dont il parle couramment la langue. Entrepreneur, il dirige une petite société de multimédia et de publicité, « Communication 2000 » et gagne bien sa vie, mais cela ne satisfait pas sa compagne Alexandra pour autant. Il aime passer des soirées entre potes, adore le football, le sport en général. Il aime aussi les voitures et les ordinateurs, ce qui a tendance à énerver Alex. Dans l'épisode Hong-Kong, il parle couramment le chinois.
Terriblement maladroit en amour, Jean arrive pourtant à faire fondre sa concubine quand il parvient à lui exprimer ses sentiments, lesquels sont profondément sincères. Il lui avouera cependant une aventure d'un soir avec son assistante Isabelle, une jeune femme volage, « le 2 mai 1994 à 2 h 30 du matin, pendant un séminaire au Havre par temps nuageux », ce qu’Alex ne cessera de lui reprocher par la suite et qui attisera sa jalousie à chaque fois que Jean parlera avec une autre femme qu'elle.
Dans deux épisodes (« Dans le salon » et « Chez le père de Jean »), on apprend que Jean a une demi-sœur du côté de son père plus jeune que lui, qu'il ne connaît pas très bien. De plus, il s'apprête de nouveau à être grand frère car son père attend un enfant avec sa nouvelle (et jeune) compagne.

#### Alexandra
Née en 1969, Alexandra (Alexandra Éva Joséphine, prénoms au complet), dite « Alex » est une jeune femme vive et alerte, très jalouse et possessive, maniaque, moqueuse, narcissique, capricieuse, exigeante, hypocrite et de mauvaise foi, bavarde, coquette et dépensière. Naïve, elle se ridiculise souvent en société. Impulsive et souvent hystérique, elle s'énerve très vite et les cris fusent rapidement. Elle semble aussi plus égoïste que Jean, qu'elle arrive à manipuler pour profiter de lui. Elle pleure aussi souvent, en général pour pas grand chose. Mais, malgré tous ses défauts elle sait rester gentille, de bonne humeur, bienveillante et compréhensive avec Jean. Quand elle réussit quelque chose, elle ponctue généralement son sentiment de satisfaction par un « Yes ! » énergique, poing serré et bras levé au niveau de son visage.
Occupant un emploi de secrétaire, Alex ne se montre pas vraiment motivée par son poste et on la voit davantage passer son temps à parler au téléphone avec son amie Jeannette qu'à faire son travail (elle finira cependant par être nommée directrice des ressources humaines). Elle se défausse aussi souvent sur Jean de la plupart des responsabilités du couple. Alex est très attachée à sa mère, au grand dam de Jean qui la déteste, cette dernière le lui rendant bien...
Après que Jean l'a informée de son aventure d'un soir avec son assistante Isabelle, Alex ne cessera de le lui reprocher, le surveillant à chaque fois qu'il croise une autre femme qu'elle, ou imaginant qu'il la trompe sans cesse. Cependant, Alex semble elle aussi avoir un certain flou à propos de sa propre fidélité avec Jean : lorsqu'elle discute avec son amie Jeannette, elle mentionne souvent de façon équivoque de jolis garçons. Quand il entend de tels propos, Jean se montre souvent jaloux et s'énerve, ce qui suggère qu'Alex aurait eu elle aussi de brèves aventures à plusieurs reprises.
En raison de sa propre jalousie maladive, Alex veut toujours paraître comme la plus belle, ce qui a tendance à énerver Jean.

### Personnages secondaires
- La mère d'Alexandra (et belle-mère de Jean) : veuve aigrie, jalouse et criarde, la mère d'Alexandra déteste Jean (qui le lui rend bien), les deux n’arrêtant pas de se disputer. Jean tente toujours de trouver une échappatoire lorsqu'Alex décide d'aller voir sa mère pour déjeuner ou dîner. Ayant souvent le rôle d'arbitre au milieu des querelles de Jean et de sa mère, Alexandra tente désespérément de les réconcilier, mais critique généralement Jean pour son manque de bonne volonté. Par plaisanterie, la mère d'Alex dira s'appeler « Adélaïde » à Jean, pour le déstabiliser lorsque celui-ci lui demandera la main de sa fille. Elle a aussi un chien, nommé Canaille, que Jean par la suite appréciera.
- Jeannette et Roger : un couple d'amis d'Alexandra. Ils sont riches et le montrent, ce qui énerve passablement Jean et Alex. Attachés à ces deux derniers, ils leur offrent souvent des voyages (à Toulon, à l'île Maurice). Jean et Alex ne ratent jamais une occasion de se plaindre d'eux sous cape et de les critiquer, mais sont souvent pris en flagrant délit de messes basses par les intéressés, à leur grand embarras...
  - Roger rencontre Jeannette peu après que celle-ci a rompu avec Daniel. De prime abord vulgaire et simple d'esprit, Roger change radicalement de caractère après avoir gagné au Loto. C'est un bon ami de Jean, bien que ce dernier jalouse sa fortune. Roger quittera ensuite Jeannette pour une jeune suédoise de 23 ans.
  - Jeannette est une amie proche d'Alex, qu'elle appelle souvent pour des mondanités. Jean et Alex ont tendance à lui faire des remarques sur son poids et son physique. Après sa rupture avec Roger, Jeannette trouvera un certain réconfort auprès de Jean-Michel. Elle dépense sans compter pour Jean et Alex, sans que ces derniers ne lui soient vraiment reconnaissants, cherchant sans cesse à se débarrasser d'elle afin de profiter en amoureux des hôtels, plages, restaurants ou pistes de ski payés par Jeanette.
- Daniel : le premier mari de Jeannette, maniéré et raffiné, voire efféminé : il déteste le football, les voitures et les ordinateurs et lit le magazine Femme+. Jean le considère comme un inverti, ce que Daniel prend avec humour. Il est de nature assez naïve et est considéré par Alex comme l’homme parfait. Il finira par se séparer de Jeannette un an après qu’ils se soient mariés, ce qui bouleversera Alex. Il réapparaît dans un épisode ou l’on voit qu’il accumule des conquêtes en tous genres, puis apparaîtra pour la dernière fois pour le Nouvel An.
- Jean-Michel, dit Jean-Mi : le copain de Jean. Limité intellectuellement et collant, il a tendance à s'incruster chez tous ceux qui l'invitent, ce qui énerve Jean et Alex qui tentent alors de trouver un moyen pour se débarrasser de lui. Sa phrase fétiche est « Y m'a compris ? », qu'il n’hésite pas à répéter plusieurs fois de suite pour bien faire comprendre son avis. Après que Roger quitte Jeannette pour une femme plus jeune, Jean-Mi sort avec elle.
- Isabelle : la splendide assistante de Jean, dont Alex est maladivement jalouse. Du fait de sa beauté et sa silhouette avantageuse, Jean la complimente souvent et la met sur un piédestal, ce qui a tendance à énerver rapidement Alex quand elle l'entend. Isabelle aura une aventure avec Jean au cours d'un séminaire au Havre, Alex ne s'étant jamais vraiment remise de la trahison de son Loulou. Le temps passant, les deux femmes se réconcilieront (après qu'Isabelle trouve l'amour avec Enzo), bien qu'Alex fasse sentir à Isabelle qu'elle n'a pas apprécié son aventure avec son homme[5].
- Enzo : l'amant d’Isabelle, rencontré dans un centre sportif, que celle-ci présentera à Jean et Alex par la suite lors d'un dîner chez elle.
- Raymond : le père de Jean. Ce dernier lui reproche son absence durant son enfance. Riche, il décide un jour de déshériter Jean.
- Mélanie : la petite-amie de Raymond, aux formes plantureuses mais au quotient intellectuel proche de zéro. Elle se retrouve enceinte de Raymond quelques mois après leur rencontre.
- Suzanne et Didier : les voisins de Jean et Alex. Ils sont sado-maso, échangistes et fumeurs de drogues douces.
- Ghislaine : la femme de ménage de Jean et Alex, caractérisée par sa franchise et sa fainéantise.
- Pierre-Cyril : un des collaborateurs de Jean. Assez discret et réservé, il est la tête de Turc de l'entreprise et le souffre-douleur de Jean.
- Magalie : une amie d'Alexandra, dont elle parle régulièrement mais qu'on ne voit jamais dans la série.
- Vanessa : une amie d'Alexandra qu'elle retrouve dans l'épisode Accident de voiture, et qu'elle revoit a plusieurs reprises dans les soirées entre copines.
- Zoé : c'est la cousine d'Alexandra, (mentionnée dans l'épisode :  Au tennis) elle est tombée en dépression et consulte un psychologue, et elle n'est jamais apparue dans la série.
- Zoé : c'est la fougère de Jean et Alex dans l'épisode Dans leur salon.
- Virginie dite Nini : une amie d'Alexandra qu'elle n'a pas vue depuis des années, elles se retrouvent dans l'épisode Au Drive-in.
- Géraldine : une amie d'Alexandra, mentionné dans l'épisode Au Drive-in, et n'est jamais apparue dans la série.
- Madame Péron : c'est la voisine qui habite juste à côté de chez Jean et Alex, elle a un fils homosexuel, mentionnée dans l'épisode Chez le coiffeur, elle n'est jamais apparue dans la série.
- Madame Tripanier : une connaissance d'Alexandra et de son coiffeur, elle souffre le martyr, mentionnée dans l'épisode Chez le coiffeur, elle n'est jamais apparue dans la série.
- Pierre-Roger : le coiffeur d'Alexandra.
- La coiffeuse : on ignore son véritable nom, c'est la coiffeuse d'Alexandra, qui s'occupe de Jean.
- Mathieu : le coiffeur de Jean et Alexandra, c'est un homme très féminisé, et homosexuel.
- Nadine : la coiffeuse qu'appelle Mathieu, ayant assez des discours de Jean sur des sujets intéressants.
- Hervé : c'est le mari de Vanessa, dans l'épisode Accident de voiture.
- Manu : c'est un ami de Jean.
- Le père d'Alexandra : c'est le père biologique d'Alex et époux de la belle-mère, il est mentionné dans l'un des épisodes Déjeuner chez la belle-mère, qu'il est décédé.
- Jean-Louis : oncle d'Alexandra, il est mentionné dans l'un des épisodes Dans la salle de bains, qu'il est décédé.
- Jean-Paul : c'est le deuxième conjoint de la mère d'Alexandra et beau-père de celle-ci, c'est un prêtre et homme d'église.
- La mère de Jean : c'est la mère biologique de Jean qui n'est jamais apparue dans la série, selon Jean elle était toujours présente auprès de lui pendant que son père Raymond était absent. Mais on peut voir que Jean discute avec elle au téléphone dans l'épisode Dans leur lit.
- La sœur de Jean : mentionné dans l'épisode Dans leur salon, Raymond aurait annoncé que Jean aurait une sœur qu'Alexandra souhaiterait rencontrer.
- Martine : Une collègue du bureau d'Alexandra, qu'elle mentionne régulièrement.
- Annie et Judith : Des collègues d'Alexandra, elles sont homosexuelles, elles apparaissent dans l'épisode Reçoivent des amies gays.
- Les Rodriguez : Ce sont les voisins, ils sont vus par Jean et Alexandra comme trop curieux, casse-pied, lourd et espionnage en continue.
- Les nouvelles copines de Daniel : Ce sont les copines de Daniel, elles se prénomment Vanessa, Valérie, France, Jeanne-Rose, sont chacune des pestes, garçes, vulgaires et obscènes aux yeux d'Alexandra, dans l'épisode Les nouvelles copines de Daniel.
- Julie : C'est une enfant visiteuse de Disneyland Paris, ayant comparé Jean à Peter Pan et Alexandra à Cruella d'Enfer, dans l'épisode Dans un parc d'attraction.
- Christophe et Cathy : Des amis de Jean et Alexandra, que Jeannette et Daniel révèlent que Christophe a trompé Cathy avec une femme lors d'une exposition à Aix en Provence, que la fille a rappelé chez Christophe une semaine après et fut tombée sur Cathy, dans l'épisode Reçoivent.
- Eva : une petite-amie de Jean-Mi, dans l'épisode Le copain squatteur.
- Canaille : C'est le chien de la belle-mère l'ayant dressé contre Jean.
- Brioche : Le chien d'Alexandra, il meurt renversé par la voiture de Jean, quelques jours après l'avoir adopté.
- Sylvie : La réceptionniste de l'interphone du Drive-in, que Jean essaye de draguer, mais qu'Alexandra jalouse décide d'aller lui régler son compte et finis par une escale coup de point dans l'interphone.
- Alain et Sylvie : Couple ayant créés un site internet visité par Jean et Alexandra. (c'est le couple un gars une fille de la version Québequoise).

### Gags récurrents
Bien que la série propose une grande diversité de sketchs sur des sujets divers (dans la cuisine, au lit, chez des amis, à l'extérieur, etc.), la série est également composée d’incontournables runnings-gags, notamment :
- Les inévitables confrontations entre Jean et sa belle-mère (la mère d'Alex), où Jean tente fréquemment de trouver un moyen de se débarrasser d'elle ou d'éviter de la voir, Jean adorant lui lancer des piques ou lui jouer des tours pendables. Ces bisbilles ont le don d’énerver rapidement Alex, qui adore sa mère et lui passe tout, notamment son mauvais caractère et ses propres fourberies face à Jean ;
- Le « Oh, ça va ! » d’Alex quand Jean lui crie dessus ;
- Le « Pauvre mec ! » d’Alex ;
- Le « Yes ! » d’Alex à chaque fois qu’elle réussit un de ses coups ;
- Le « Un p’tit bisou ? » d’Alex quand elle veut un bisou de Jean, généralement après avoir commis une bêtise ;
- Les moments où Alex exprime le souhait d’avoir un enfant (souvent par des sous-entendus), que Jean élude de manière plutôt évasive en essayant généralement de contourner le sujet ;
- Le fameux « Elle m’énerve ! » de Jean, quand Alex finit par le mettre hors de lui ; mais aussi le « Eeeeh ! » de Jean lorsque celui-ci est choqué ou écœuré d’Alex, après que celle-ci ait fait quelque chose de dégoûtant ou de mesquin, et qu'il exprime sa réprobation par un bruit de dégoût ;
- Le fameux « J’vais tout te donner ! » de Jean, quand Alex et lui veulent faire des galipettes ;
- Les moments où Jean s’emporte, généralement dans une situation embarrassante ou ridicule en pensant faire valoir sa supériorité, et qu’Alex le prend sur le vif. Cette dernière se moque généralement de lui en répétant la phrase : « C’te honte ! », parfois suivie du mot « Ridicule ! » ; Jean, de son côté, essaye de faire comme si de rien n’était. Ce gag se produit également lorsque Jean tente de danser. Par ailleurs, il y a aussi certains moments où Alex traite Jean comme un chien, en lui disant « Viens ici ! » tout en pointant un doigt vers le sol ;
- Les moqueries d’Alex envers la taille du pénis de Jean et ses difficultés à la faire jouir, ainsi que sur la taille disproportionnée de son nez et son début de bedaine ;
- Lorsque Jean semble s'intéresser d'un peu trop près à d'autres femmes, Alex s'approche généralement de lui en pointant un doigt devant son nez et en lui disant : « Fais gaffe, j’t'ai à l’œil ! », puis s'éloigne doucement en murmurant « Ouais, c'est ça ! » ou « Fais gaffe ! » lorsque Jean retente sa chance (parfois, Alex lève juste le doigt pour le lui faire comprendre) ; dans un autre registre, quand Alex soupçonne une infidélité de Jean alors que celui-ci se montre beaucoup trop affectueux avec elle, ou bien lorsqu'il adopte un comportement inhabituel, Alex lui dit généralement : « Comment elle s’appelle ? » (à propos d'une supposée conquête de Jean) ;
- Les imitations récurrentes par Jean de l'acteur Robert De Niro, accompagnées de sa phrase fétiche : « Y a pas de respect, hein ?! » ; mais aussi les moments où Jean s’imagine comme un personnage de fiction héroïque (par exemple, James Bond ou Lawrence d'Arabie) avec sa narration imaginaire des aventures du personnage ;
- Lorsque Jean est sur les nerfs à son travail et qu'il appelle férocement Pierre-Cyril pour se défouler sur lui ;
- Les moments où Alex et Jean (seuls ou à deux) se ridiculisent en public, à cause de leur maladresse ou leur inculture ;
- Lorsque le couple visite des pays étrangers, et qu'Alex est très exigeante sur la tenue vestimentaire « locale » (de son point de vue) ; mais aussi les tentatives désespérées de Jean pour parler anglais, toujours sans succès… ;
- La présence d’une peluche de chien appartenant à Alex, nommé Gudule ;
- L’habitude d’Alex, très vite énervante, de parler sans fin au point que tout le monde finit par l’ignorer ;
- Le fait qu’Alex s’arrange souvent pour utiliser les situations ou les événements arrivant au couple pour rappeler à Jean son aventure avec Isabelle ; à cette occasion, Alex essaye d’obtenir toujours plus de détails, ce qui en général énerve Jean très vite ;
- Lorsque le couple pratique des activités physiques (sport, loisirs, etc.), et que Jean tente de montrer à Alex sa prétendue expérience dans le domaine (ski, golf, escalade…), qu’il ne maîtrise en fait pas toujours bien voire pas du tout, il répète souvent à Alex que le plus important est le « transfert de poids ».
- Lorsque Jean essaie d'apprendre certaines activités à Alex (apprendre à conduire ou à faire du ski nautique entre autres), Jean démarre souvent ses explications à Alex d'un « Ce n'est pas compliqué, même toi, tu peux y arriver ! ».

## Autour de la série
- Le casting d'Alexandra Lamy et Jean Dujardin pour la série se déroule le 22 mai 1999. C'est la première fois qu'ils se rencontrent, en présence du créateur de la série, Guy A. Lepage. Déjà 300 comédiens ont passé la distribution artistique mais n'ont pas été acceptés[1]. Après avoir tourné quelques sketchs, sous les noms originaux de Guy et Sylvie (puisqu'on ne connaissait pas encore le prénom des acteurs), Jean et Alex sont retenus.
- La série ne s'est pas arrêtée à cause d'une érosion de l'audience, mais parce que les acteurs principaux Jean Dujardin et Alexandra Lamy étaient désireux d'explorer d'autres horizons (notamment le cinéma) et avaient peur qu'en continuant la série le public se lasse de leurs aventures.
- Après trois années passées à jouer le couple à l'écran, Alexandra Lamy et Jean Dujardin unissent leurs destins dans la vie réelle à l'automne 2003[1], quittant leurs conjoints respectifs pour mener une vie de couple à la vie comme à la scène. Ils se marient le 25 juillet 2009 à Anduze (Gard). Toutefois, ils se défendent d'avoir été influencés par les personnages qu'ils ont incarnés, tout en admettant qu'une admiration professionnelle mutuelle dans le cadre de la série les a tout de même rapprochés. Après dix ans de relation et quatre ans de mariage, ils se séparent en 2013[1].
- La série française n'est pas identique à son homologue québécoise. En France, les épisodes ont une durée moyenne de 5 à 8 minutes quotidiennes, et ont été diffusés pendant cinq saisons, alors qu'au Québec, les épisodes ont une durée moyenne de 26 minutes hebdomadaires, diffusés pendant sept saisons. La différence de saisons a occasionné quelques divergences au niveau des intrigues.
- Il arrive souvent à Jean de faire un clin d'œil à son personnage de Brice, notamment lorsqu'il ponctue ses phrases d'un « Cassé ! », à l'instar du personnage qu'il incarnait avec les Nous Ç Nous, ainsi que dans le film du même nom et sa suite.
- À la suite de l'arrêt de la série en 2003, M6 décide de lancer un programme similaire avec Scènes de ménages (depuis 2009), tandis que France 2 décide de lancer un nouveau programme court, la série Parents mode d'emploi (2013-2019).
- En 2012, la série était diffusée sur W9. Depuis, elle est diffusée aléatoirement en matinée, en journée ou en soirée sur Téva et Comedy Central. Elle est aussi programmée sur TF1 Séries Films à partir de 18h toute la semaine.
- Le 28 août 2023, à l’occasion des 25 ans de la série, un prime-time spécial intitulé Un gars, une fille (au pluriel) est diffusé sur TF1. Ce téléfilm comparant des duos d'acteurs qui rejouent les différentes saynètes de la série[6].

## Autres versions
La série française est l'adaptation par Isabelle Camus et Hélène Jacques de la comédie québécoise Un gars, une fille créée en 1997. Les rôles principaux de la version originale sont interprétés par Guy A. Lepage et Sylvie Léonard.
À Madagascar, la chaîne de télévision privée VIVA a produit une série à sketchs intitulée Izy m'tsam, directement inspirée de Un gars, une fille. La série y puise en effet les mêmes thèmes de manière comique, comme la haine de la belle-mère, les complications de dernière minute avant un voyage ou autres petits problèmes fréquents dans un ménage.